# 1989 في السويد
فيما يلي قوائم الأحداث التي وقعت خلال عام 1989 في السويد.

## سياسة

### تعيين في المنصب
- 29 يناير – جوران بيرسون وزير التعليم [الإنجليزية]‏.

## ظهور
- 1 يناير – مجموعة الهايفس

## مواليد

### يناير
- 31 يناير – سيباستيان إريكسون لاعب كرة قدم سويدي.

### فبراير
- 4 فبراير – جويل إكستراند لاعب كرة قدم سويدي.

### مارس
- 6 مارس – أكسل يوهانسون لاعب كرة قدم سويدي.
- 22 مارس – جيمي دورماز لاعب كرة قدم تركي.
- 24 مارس – سابينا جاكوبسن لاعبة كرة يد سويدية.

### أبريل
- 10 أبريل – جيني آلم لاعبة كرة يد سويدية.

### مايو
- 6 مايو – أوتو نوز
- 23 مايو – جيفري تايلور
- 28 مايو – إيزابيل سودربرغ درّاجة طريق سويدية.

### يونيو
- 29 يونيو – إيزابيل جلدن لاعبة كرة يد سويدية.

### يوليو
- 10 يوليو – جينيفر أوكرمان
- 11 يوليو – توبياس سانا لاعب كرة قدم سويدي.
- 28 يوليو – ألبين إكدال لاعب كرة قدم سويدي.

### أغسطس
- 3 أغسطس – كيفن ووكر لاعب كرة قدم سويدي.
- 30 أغسطس – يسبر نيلسن لاعب كرة يد سويدي.

### سبتمبر
- 6 سبتمبر – ميكائيل أبيلجرين لاعب كرة يد سويدي.
- 8 سبتمبر – أفيتشي دي جي سويدي.

### أكتوبر
- 24 أكتوبر – بيو دي باي PewDiePie.

### نوفمبر
- 4 نوفمبر – أنتون غاديفورس لاعب كرة سلة سويدي.

### ديسمبر
- 30 ديسمبر – أوليفر إنغروسو

### يناير
- 18 يناير – نيلز أكسيلسون (مواليد 1906) لاعب كرة قدم سويدي.
- 23 يناير – لارس إريك تورف (مواليد 1961) سائق رالي سويدي.

### فبراير
- 1 فبراير – إريك بيرسون (مواليد 1909) لاعب كرة قدم سويدي.

### أبريل
- 16 أبريل – هارالد إيدلستام (مواليد 1913) دبلوماسي سويدي.

### أغسطس
- 23 أغسطس – إريك آلمغرين (مواليد 1908) لاعب كرة قدم سويدي.

### أكتوبر
- 9 أكتوبر – إرنست أندرسون (مواليد 1909) لاعب كرة قدم سويدي.
- 26 أكتوبر – أندرز ريدبيرغ (مواليد 1903) لاعب كرة قدم سويدي.
- 31 أكتوبر – سوني ليندستورم (مواليد 1906) مهندس معماري سويدي.